# Paul Busch
Pour les articles homonymes, voir Busch.
Paul Busch est un animateur américain. Il a travaillé pour les studios Disney dans les années 1930 et 1940.
En 1944, il est crédité sur un film des Famous Studios.

## Filmographie partielle
- 1937 : Blanche-Neige et les Sept Nains, animateur
- 1940 : Pinocchio, animateur
- 1940 : Fantasia séquence  Sacre du Printemps
- 1942 : Bambi, animateur
- 1944 : Hullaba-Lulu, animateur
- 1957 : Porte de Chine (China Gate), de Samuel Fuller